# Alina Astafei
Alina Astafei (känd före 1995 som Galina Astafei), född den 7 juni 1969 i Bukarest, är en tysk före detta friidrottare som tävlade i höjdhopp först för Rumänien och därefter för Tyskland.
Astafeis genombrott kom när hon 1988 blev världsmästare för juniorer i höjdhopp efter att ha klarat 2,00. Hon deltog samma år vid Olympiska sommarspelen i Seoul och slutade då femma efter ett hopp på 1,93.
Under 1989 blev hon europamästare inomhus och 1990 blev hon bronsmedaljör vid inomhus-EM. Vid Olympiska sommarspelen 1992 slutade hon på andra plats efter att ha klarat 2,00 slagen bara av Heike Henkel. 
1993 deltog hon vid inomhus-VM i Toronto och slutade fyra. Samma placering nådde hon vid utomhus-VM 1993 i Stuttgart då efter att ha klarat 1,94. 
1995 blev hon världsmästare inomhus när hon vann i Barcelona med ett hopp på 2,01. Utomhus samma år slutade hon tvåa vid VM i Göteborg efter Stefka Kostadinova. 
Vid inomhus-EM 1996 blev hon för andra gången europamästare inomhus. Hon deltog vid Olympiska sommarspelen 1996 men lyckades inte bli medaljör. Hennes 1,96 placerade henne på en femte plats. Inte heller vid inomhus-VM 1997 blev hon medaljör utan slutade på en fjärde plats. Inte heller vid VM utomhus 1997 lyckades hon utan slutade sjua med ett hopp på 1,93.
Vid inomhus-EM 1998 blev hon silvermedaljör och sin sista medalj vann hon vid EM i Budapest 1998 då hon slutade trea.

## Personligt rekord
- Höjdhopp - 2,01 (inomhus 2,04)